# Maymena delicata
Maymena delicata là một loài nhện trong họ Mysmenidae.
Loài này thuộc chi Maymena. Maymena delicata được Willis J. Gertsch miêu tả năm 1971.